# Yaoghin (Komki-Ipala)
Pour les articles homonymes, voir Yaoghin.
Yaoghin est une localité située dans le département de Komki-Ipala de la province du Kadiogo dans la région Centre au Burkina Faso.  En 2006, cette localité comptait 1 957 habitants dont 53,6 % de femmes.